# El arte de la memoria
El arte de la memoria es un libro escrito por la historiadora británica Frances Amelia Yates (1899-1981) en 1966. En él, describe los diferentes métodos mnemotécnicos que han desarrollado los grandes intelectuales a lo largo de la historia: Desde la Antigua Grecia, época de Simónides de Ceos, pasando por el Renacimiento, época de Giordano Bruno, hasta llegar a la popularización de la imprenta en Europa y la aparición del método científico, época de Gottfried Leibniz. 

### Arte de la memoria en Roma y Grecia
Es Cicerón quien cuenta que el arte de la memoria se inició con el poeta griego Simónides de Ceos, cuando en un banquete se desplomó el techo de la sala aplastando a todos los invitados. Para poder ser identificados, Simónides recordaba el orden en que estaban sentados y así se pudo reconocer la identidad de los fallecidos. Si bien se trata de una historia, representa un concepto fundamental en el arte de la memoria: la importancia de la disposición ordenada de la información. Si se tiene un orden de los lugares, entonces se tiene el orden de las cosas.
Inicialmente, la memoria se consideraba como una parte importante de la retórica, pues era una técnica que permitía al orador recordar discursos largos con precisión. Hoy conocemos a este sistema como mnemotecnia y consiste en dos cosas: lugares e imágenes.

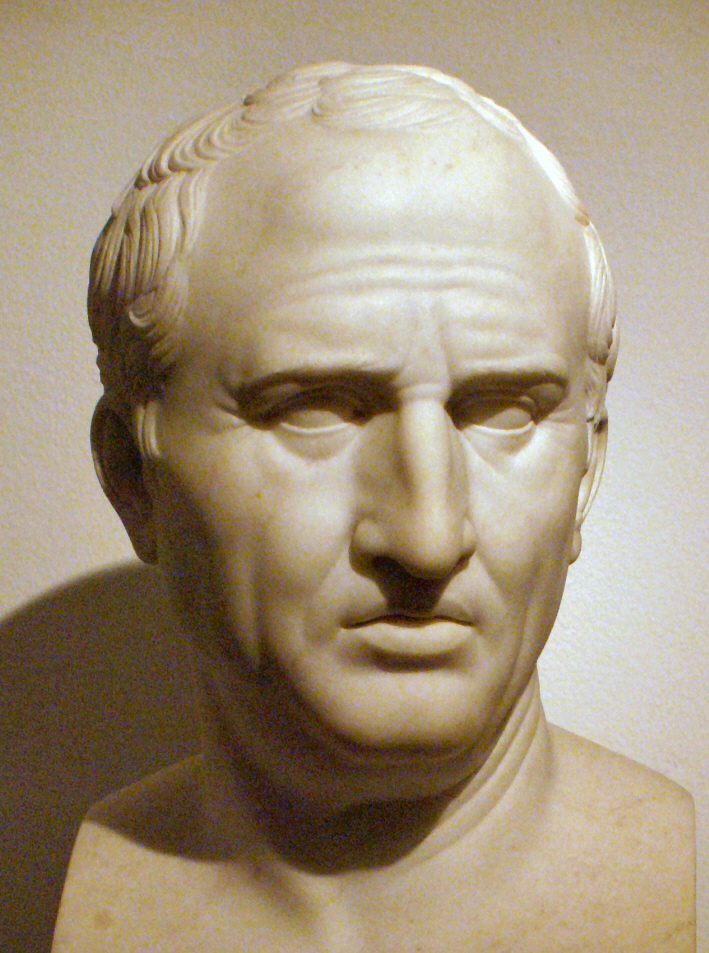
Cicerón

El lugar, o loci, son espacios mentales donde se va a guardar la información o imágenes. Las imágenes, en cambio, son las que contienen lo que queremos memorizar. Son mediante las imágenes que un orador recuerda su discurso. Según Yates, las fuentes latinas que hablan del tema son el De oratore, Cicerón; ad Herennium, anónimo; Instituto oratoria, Quintiliano.

##### Ad Herennium
es un tratado de retórica, pero sus puntos sobre la memoria influyeron mucho en la antigüedad, de tal forma que dicho libro le era atribuido a Cicerón.
Empieza distinguiendo entre dos tipos de memoria: la natural y artificial. La natural es innata, unos la tienen mejor que otros por naturaleza. Sin embargo, la memoria puede trabajarse y fortalecerse mediante ejercicios, esto vendría a ser la memoria artificial y la categoría donde recae la mnemotecnia.
La memoria se basa en dos cosas: el lugar y la imagen. 

###### Lugar
El lugar debe ser uno que pueda ser recordado con facilidad y en orden, de tal forma que nos permita desplazarnos adelante y atrás. Si queremos recordar mucha información, debemos imaginar un lugar amplio o imaginar muchos lugares que sigan un orden lógico.
Continúa con otras recomendaciones  como que para recordar el orden de los lugares podemos poner a cada uno una marca distintiva, que los lugares estén ubicados en zonas desiertas y solitarias, que sean de tamaño mediano ya que si son muy grandes la información se vuelve vaga, pero si es muy pequeño resultará en una sobrecarga de imágenes.

###### Imágenes
Formado el lugar, debemos encargarnos de las imágenes. Se distinguen dos tipos: memoria de cosas y memoria de palabras.
En la memoria de las cosas, nos hacemos imágenes para recordar una noción en general, o un argumento. La memoria de las palabras, se hacen imágenes por cada palabra individual, pero en cambio se recuerda la totalidad. A la creación de imágenes se añade una recomendación y es la de hacerlas activas. Esto significa que las imágenes deben ser fuera de lo común, extraordinarias para que se queden grabadas en la memoria, pues si hiciéramos imágenes comunes las terminaríamos olvidando. Además es importante hacer revisiones mentales constantes de los lugares e imágenes que hemos creado.
Un ejemplo de esto es el siguiente -sobre memoria de las cosas-: se supone que somos un abogado en defensa de un pleito. Se ha envenenado a un hombre y le han causado la muerte y hay muchos testigos y pruebas. Para recordar este caso primero imaginamos un lugar, que puede ser la habitación del hombre envenenado. Debemos imaginar a este hombre no como un ordinario, sino como un rey o alguien que sea cercano a uno. Luego imaginamos a un abogado sosteniendo una copa en la mano derecha, tablillas en la izquierda y, además, unos testículos de carnero. De esta forma cada objeto representa la sentencia en general: la copa en envenenamiento, las tablillas el testamento del muerto, y los testículos los testigos -que en latín eran testes-.
De esa forma se puede memorizar gran cantidad de casos y situaciones y se puede consultar con facilidad.

###### Quintiliano

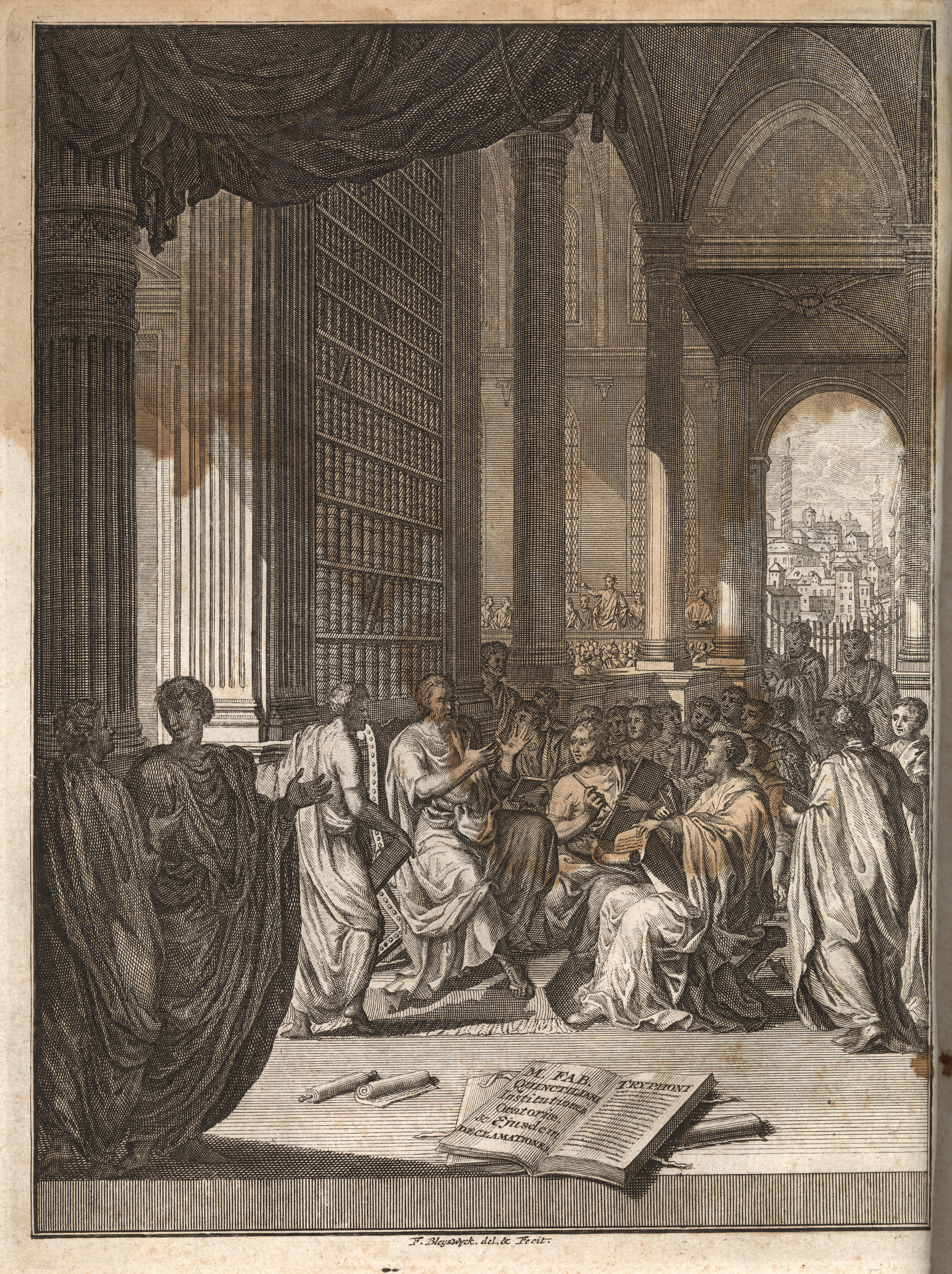
Instituto Oratoria, Quintiliano

Quintiliano, en su Instituto oratoria, menciona el mismo método:
“Se escogen lugares y se les ponen señales con la mayor variedad posible, así una casa espaciosa se divide en cierto número de habitaciones. Lo que ha sido anotado o pensado se señaliza por medio de un signo que nos sirva de recordatorio. A estos signos se los dispone de la siguiente manera: a la primera noción se la ubica, como si dijéramos, en el patio anterior a la casa; la segunda, digamos, en el atrio; al resto se lo coloca ordenadamente en torno al impluvium, y se lo encomienda no sólo a los dormitorios y salones, sino incluso a las estatuas y otras cosas semejantes. Hecho esto, cuando se precisa reavivarla memoria, se comienza por recorrer todos los lugares desde el primero, demandándoles lo que se les ha confiado, de lo que uno se acordará por medio de la imagen.”
Sin embargo, Quintiliano menciona que esta técnica de memorización funciona mejor en unos casos que en otros. Incluso puede resultar contraproducente el almacenar tantas imágenes y se puede llegar a la confusión.

###### Grecia y la filosofía del alma
En cuanto a la Grecia Antigua, se atribuye a Simónides la creación del arte de la memoria. En un poema llamado Dialexeis (400 a. C.) se narra lo siguiente:
Ésta es la primera cosa: si prestas atención [enderezas tu mente], la facultad de juzgar percibirá mejor las cosas que circulan por ella [la mente] En segundo lugar, vuelve a repetir lo que oyes; pues oyendo y diciendo a menudo las mismas cosas, lo que has aprendido entra por completo en tu memoria. En tercer lugar, lo que oyes ubícalo en lo que sabes (...).
Platón no creía que el conocimiento se generara a partir de las sensaciones (como creería Aristóteles), sino que dicho conocimiento está latente en nuestras mentes -topos uranus-, en el mundo de las Ideas. Supuestamente el alma conocía estas ideas y por eso lo que hacemos en un proceso de recordar lo que ya sabíamos. De hecho, en su obra Fedro se discute sobre la retórica y menciona que no se trata del arte de persuadir, sino el arte de decir la verdad. Y, sobre todo, convencer al resto de esa verdad que solo puede lograrse recordando el conocimiento previo del alma, de ahí que la memoria fuera de gran importancia.
Para Aristóteles, la facultad intelectual del hombre se construye a partir de las imágenes mentales que se crean a partir de los sentidos. Por tanto la percepción pasa a través de la imaginación antes de volverse un pensamiento.
Platón va a influir en el arte mnemotécnico del Renacimiento y Aristóteles en la escolástica medieval.
Del arte de la memoria griego se deriva otro nombre: Metrodoro de Escepsis, que supuestamente basaba su técnica en el uso de los símbolos zodiacos para memorizar. Se cree que de esto se desplegaría una rama más bien esotérica del uso de la memoria, pues el uso del zodiaco daría paso a prácticas mágicas y astrológicas. De esta práctica aparecería un libro en la Edad Media, llamado Ars Notoria, que usaba diagramas al mismo tiempo que se recitaban plegarias y de esto modo se podía alcanzar conocimiento o memoria de todas las artes y ciencias.

### El arte de la memoria en el medievo
En este punto Yates sostiene la hipótesis de que en el medievo se desarrolla una nueva forma de imaginería para alcanzar ciertos fines espirituales.  El arte de la memoria se mezclaría con el naciente arte medieval para plasmar ciertos valores específicos que se debían recordar, tanto para ser virtuoso como para saber cómo no actuar, en las pinturas, siguiendo así el esquema lugar-imagen.

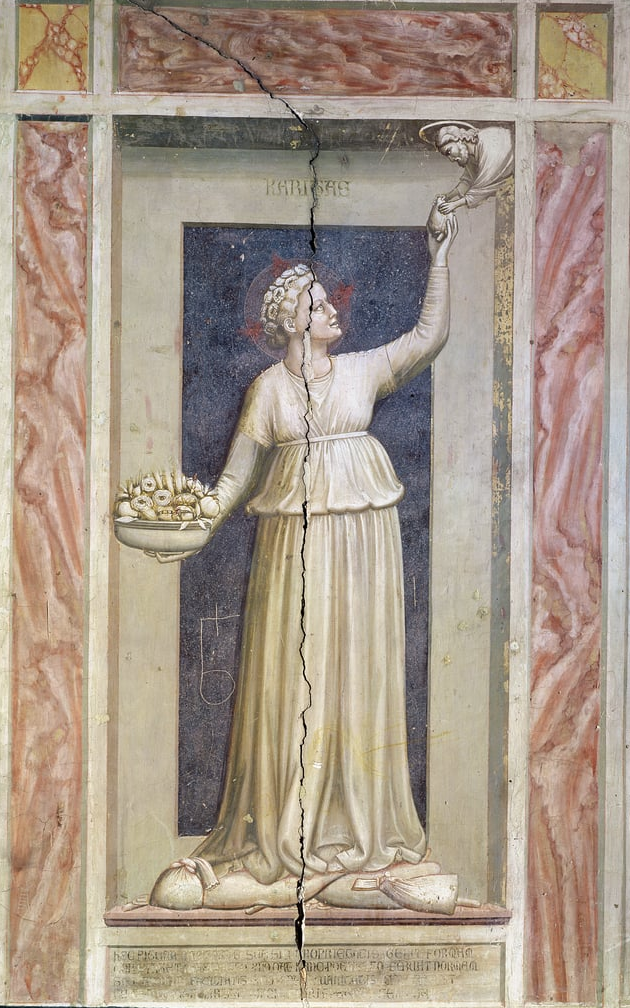
Caridad, Fresco de Giotto, c. 1305

El sistema clásico fue quedando en desuso por falta de necesidad. Por ejemplo, no existía ya una necesidad de estudiar retórica y, además, muchos de estos conocimientos y enseñanzas quedaron relegados a monasterios. Hasta que Carlomagno pidió que se restaure el sistema clásico y que se le enseñe retórica y desde entonces las fuentes fueron Cicerón y el Ad Herennium -que era adjudica al mismo Cicerón, conocida como Nueva Retórica-. Hubo entonces una conjunción -quizás mal interpretada- de las virtudes que clamaba Cicerón y el método de memorizar del Ad Herennium. ¿Qué cosas debían recodarse? Pues aquellas que hacen virtuoso, que salvan el alma o bien aquellas cosas que la condenan. Es precisamente de estas fuentes de donde saldría la filosofía medieval de la memoria, encabezada por Alberto Magno y Santo Tomás de Aquino.

##### Alberto Magno
La virtud asociada a la memoria es la prudencia. Debe ejercitase para recordar cosas pasadas para poder actuar prudentemente en el presente y en el futuro. Además, la memoria -que sería una facultad del alma sensitiva- no es ajena a la Prudencia -facultad racional-, pues es una reminiscencia que está en la parte racional humana.
Además, la memoria posee una intención. La memoria tiene potencia que, según lo que recordemos, nos hará actuar también de determinada forma. Por ejemplo, recordar la imagen de la justicia trae consigo también la intención de actuar según esa virtud.
Para Yates esto supone un rasgo singular de la escolástica medieval, pues esta se caracterizaba por una alta abstracción y gran devoción por la racionalidad; pero aquí vemos que se usan metáforas y la imaginación.

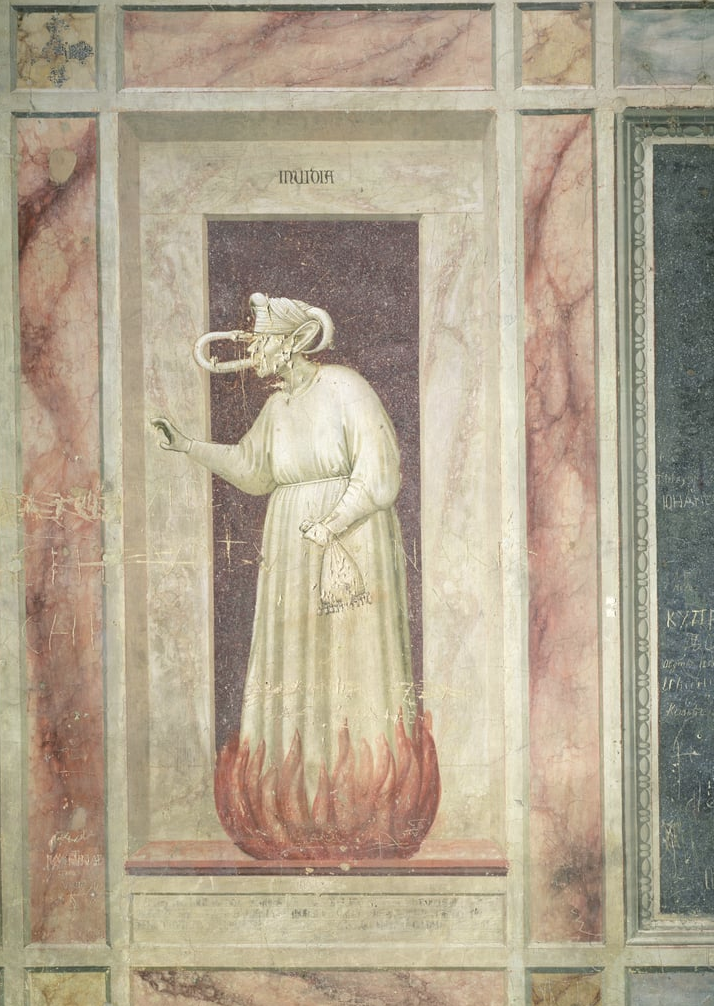
Envidia, Fresco de Giotto, c. 1305.

Para la elección de lugares, Alberto recomienda cosas similares al ad herennium, como escoger un lugar tranquilo y solitario, que no sea ni grande ni pequeño, ni muy brillante ni muy oscuro y que sea un edificio real antes que uno imaginario. También la preferencia por la noche para el repaso de las imágenes, pues así se moverían ordenadamente. Se creía incluso que las personas de temperamento melancólico tenían una facilidad natural para la memoria, en especial aquella que se desencadena por inspiración o por ser intelectual.

##### Tomás de Aquino
Su teoría del conocimiento postula que el hombre no puede entender sin imágenes. Los humanos pueden aprehender cosas de sus universales, pero para lograrlo debe abstraer a partir de los particulares. Es decir, la imagen de una cosa permite captar su universal: nihil potest homo intelligere sine phantasmate.
Por eso la reminiscencia es importante, pues nos distingue de los animales -que tienen memoria pero no reminiscencia-. Aquello está al mismo nivel del silogismo y por eso la racionalidad humana puede servirse de la memoria
De aquí siguen las mismas recomendaciones sobre cómo se ha de ejercitar la memoria.

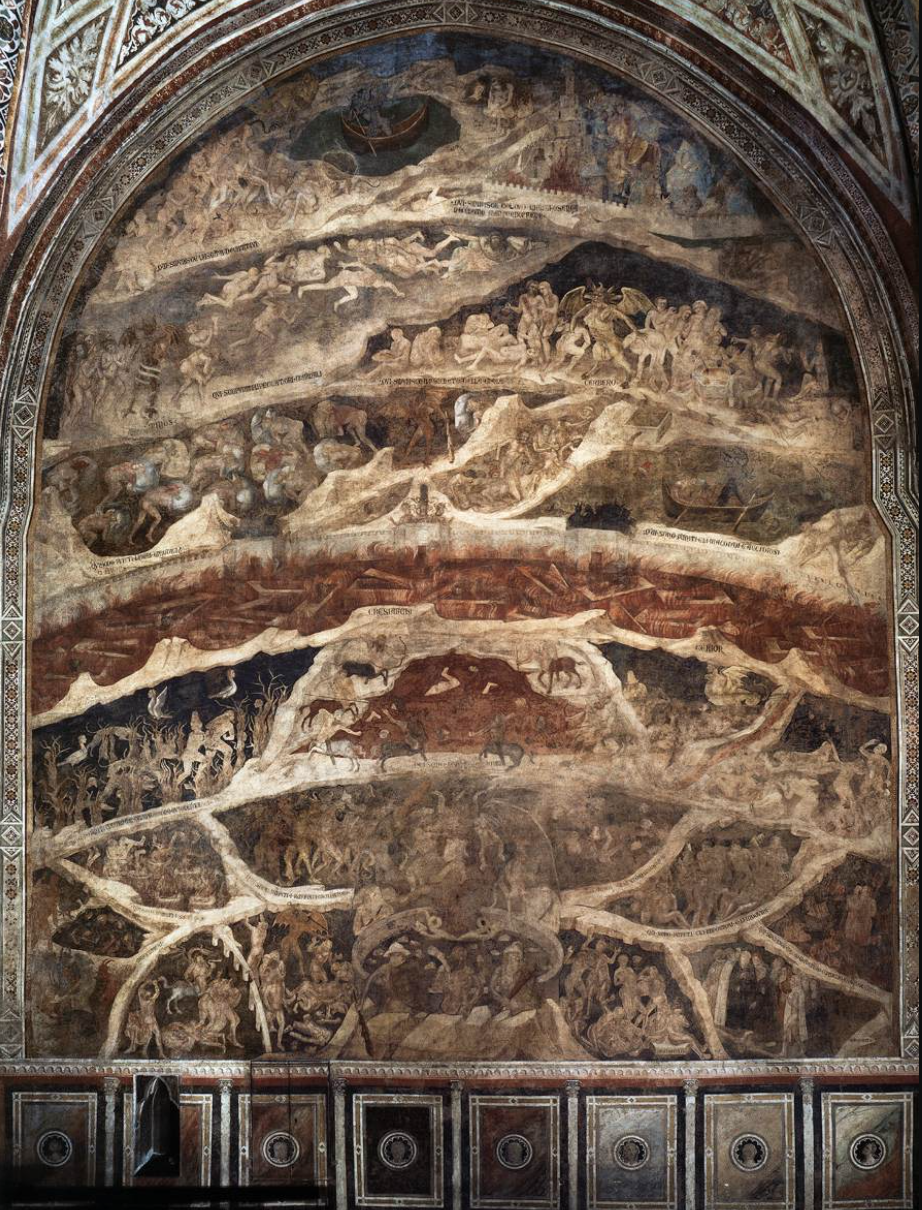
Lugares del infierno, Nardo di Cione, c. 1354

A partir de esto se crearía un esquema virtud-vicio de la memoria. Se deben recordar aquellas cosas que hagan virtuoso, pero recordar también lo que lo hace vil para no actuar así.  Justamente por esto motivo, sostiene Yates, el arte que se desarrolla en este periodo ronda el este propósito moralizante. Por ejemplo, se citan pinturas como Buen Gobierno y Mal Gobierno de Lorenzetti, donde las figuras representan volares como La Justicia o La Paz. Giotto produjo obras similares, representando virtudes y vicios en base a imágenes dramáticas que ayuden su fijación en la memoria. 
También el infierno empieza a ser representado, dividido por vicio, lo cual se consideran lugares específicos para la memoria. Se cita una pintura de la Iglesia de Santa Maria Novella. Incluso Yates considera la Divina Comedia de Dante como un sistema hecho para la memoria. Lo cierto es que se trata de un sistema que apela a una intensa visualización de imágenes que queden grabadas en la memoria, representando ideas generales de virtud y vicio que conllevan a una persona a la Prudencia de la que hablaba Cicerón. La memoria es el puente entre las ideas abstractas de la escolástica medieval y las imágenes. Y este mismo es el motivo por el que Las Escrituras usan un lenguaje metafórico cuando se habla de asuntos espirituales. 
Y este método estaba emparentado también con la mnemotécnia, especialmente en monasterios y predicadores que debían memorizar sermones y otros textos. Aquí hay ejemplos de algunos frailes ingleses que hacían ‘pinturas mentales’, que no estaban destinadas a la representación, sino solo a la memorización. Uno de estos frailes, John Ridevall, usaba la imagen de una prostituta ciega, con orejas mutiladas, anunciada con una trompeta, con el rostro deformado, que representa la idolatría. Cada deformidad de la imagen representa una asociación con ese vicio, por ejemplo, se la hace ciega porque está turbada por las lisonjas que al mismo tiempo le ensordecen , o la trompeta que anuncia que es un criminal, o enferma porque la idolatría en un amor desenfrenado. 
Se cita la obra Moralitates de Holcot como un ejemplo de esto, pues es una obra llena de descripciones visuales de vicios y virtudes, que no tenían como propósito ser representadas pictóricamente, sino mentalmente, para facilitar la memoria de los predicadores. Así, se representaba la amistad como un adolescente vestido de verde, pero a la penitencia como una mujer en forma de hombre desnudo, y flagelándose. Existe una representación pictórica de la penitencia de Holcot, pero para el resto no se han hallado más que las descripciones. Continúa Yates teorizando si quizás los motivos del naciente arte gótico tuviesen estos fines memorísticos. Y que justamente la necesidad de la memoria por imágenes fuera de lo común sea el motivo de que el arte medieval sea grotesco, pero también del uso de figuras de aspecto clásico .
Y es un Petrarca donde se encuentra la transición medieval-renacentista de este arte, concretamente en el libro “cosas que se han de recordar” de 1345 (probablemente).